# 691-й смешанный авиационный полк
691-й смешанный авиационный полк, он же до 27 июля 1942 года 691-й ночной бомбардировочный авиационный полк — воинская часть вооружённых сил СССР в Великой Отечественной войне.

## История
Полк формировался с ноября 1941 года в Кирове  на базе школы первоначального обучения пилотов. Лётчиками полка стали инструкторы, а штурманы прибыли из школы штурманов дальней авиации. Был вооружён самолётами По-2, оборудованными четырьмя бомбодержателями, шестью направляющими для реактивных снарядов, вооружённые пулемётом.
В составе действующей армии с 6 января 1942 по 16 марта 1943 года
Приступил к боевым действиям в январе 1942 года, поддерживая войска 54-й армии в ходе Любанской операции, производит ночные бомбардировки опорных пунктом противника, таких как Погостье, Кондуя, Шала, Жарок, Макарьевская Пустынь, уничтожает колонны противника, скопления войск, склады боеприпасов.
Действовал в интересах 54-й армии, летом 1942 года переформирован в смешанный авиационный полк, получив некоторое количество истребителей.
16 марта 1943 года расформирован.

## Подчинение
| Дата            | Фронт (округ)                                              | Армия                | Корпус | Дивизия                            | Примечания |
| --------------- | ---------------------------------------------------------- | -------------------- | ------ | ---------------------------------- | ---------- |
| 01.01.1942 года | Резерв Ставки ВГК                                          | -                    | -      | 57-я смешанная авиационная дивизия | -          |
| 01.02.1942 года | Ленинградский фронт                                        | 54-я армия           | -      | -                                  | -          |
| 01.03.1942 года | Ленинградский фронт                                        | 54-я армия           | -      | -                                  | -          |
| 01.04.1942 года | Ленинградский фронт                                        | 54-я армия           | -      | -                                  | -          |
| 01.05.1942 года | Ленинградский фронт (Группа войск Волховского направления) | 54-я армия           | -      | -                                  | -          |
| 01.06.1942 года | Ленинградский фронт (Волховская группа войск)              | 54-я армия           | -      | -                                  | -          |
| 01.07.1942 года | Волховский фронт                                           | 54-я армия           | -      | -                                  | -          |
| 01.08.1942 года | Волховский фронт                                           | 54-я армия           | -      | -                                  | -          |
| 01.09.1942 года | Волховский фронт                                           | 14-я воздушная армия | -      | -                                  | -          |
| 01.10.1942 года | Волховский фронт                                           | 14-я воздушная армия | -      | -                                  | -          |
| 01.11.1942 года | Волховский фронт                                           | 14-я воздушная армия | -      | -                                  | -          |
| 01.12.1942 года | Волховский фронт                                           | 14-я воздушная армия | -      | -                                  | -          |
| 01.01.1943 года | Волховский фронт                                           | 54-я армия           | -      | -                                  | -          |
| 01.02.1943 года | Волховский фронт                                           | 54-я армия           | -      | -                                  | -          |
| 01.03.1943 года | Волховский фронт                                           | 54-я армия           | -      | -                                  | -          |

## Командиры
- майор Пётр Илларионович Кузьменко (врио)
- капитан, майор Дмитрий Павлович Кузнецов
- майор Александр Ермолаевич Федин ? - 08.08.42, погиб в Киришском районе [3]
- майор Плеханов Николай Ефремович 06.12.1903г. - 1987г.

## Штаб полка
Начальник штаба:
- майор Кузьменко Пётр Илларионович

## Отличившиеся лётчики полка
- Иконен Николай Александрович, капитан, командир эскадрильи. Приказ Военного Совета Волховского фронта № 0124н от 03.11.1942 г.